# Đường Tuấn Ba
Đường Tuấn Ba (1 tháng 2 năm 1927 – 1 tháng 6 năm 2020) là nhà quay phim điện ảnh Việt Nam, ông được biết đến khi hợp tác quay phim với đạo diễn Hồng Sến và thành công với 3 trong số 4 phim. Đặc biệt, bộ phim Cánh đồng hoang mang lại cho ông giải Quay phim xuất sắc tại Liên hoan phim Việt Nam lần thứ 5 năm 1980.

## Tiểu sử
Đường Tuấn Ba sinh ngày 1 tháng 2 năm 1927 tại Bình Định, sau này gia đình ông lên Kon Tum định cư.
Đường Tuấn Ba tham gia kháng chiến chống Pháp từ khi 15 tuổi. Tháng 6 năm 1946, quân đội Pháp tái chiếm Kon Tum, đội của ông phải rút về Ba Tơ, Quảng Ngãi. Trong thời gian công tác tại đây, ông bị thương ở trán và bị sốt cao, cấp trên cho ông xuất ngũ. Năm 1954, ông hồi cư về Kon Tum, được tuyển vào Ty Thông tin Kon Tum và chọn ngay nghề nhiếp ảnh. Để phục vụ công tác chụp ảnh tại Tây Nguyên, năm 1962, ông theo học khóa tiếng Bahnar tại Pleiku. Vì mê nhiếp ảnh nên năm 1966 ông thi vào Trường Điện ảnh - Truyền hình thuộc Trung tâm Điện ảnh quốc gia Sài Gòn, Bộ Thông tin Việt Nam Cộng Hòa, ngành quay phim và tốt nghiệp năm 1968.

## Sự nghiệp
Năm 1969, ông đã quay bộ phim tài liệu đầu tay mang tên Người Việt trên sông nước. Sau khi tốt nghiệp, ông về làm việc tại Trung Tâm Điện ảnh quốc gia đến năm 1975. Trong thời gian này, ông quay một số phim tài liệu Địa phương chí các tỉnh Bạc Liêu, Cam Ranh, Phú Bổn; Phong tục tập quán dân tộc Bahnar; Lễ bỏ mả của người Gia Rai - Phú Bổn,... Ngoài ra còn có một số phim điện ảnh dưới chính quyền Việt Nam Cộng hòa, chủ yếu hợp tác với nhà quay phim Nguyễn Hòe, như: Con ma nhà họ Hứa (1970); 5 hiệp sĩ bất dĩ (1971); Biển động; Mưa trong bình minh; Chiếc bóng bên đường (1972).
Khi đất nước thống nhất, ông làm việc tại Xưởng phim Tổng hợp Tp.HCM. Năm 1977, Tuấn Ba tình cờ gặp và mời Robert Hải đóng vai cố vấn Mĩ trong phim "Mối tình đầu". Từ năm 1978 đến 1981, ông được chọn quay phim 3 tác phẩm của đạo diễn Hồng Sến: Mùa gió chướng, Vùng gió xoáy, Cánh đồng hoang. Cả 3 bộ phim đều giành được giải thưởng lớn trong nước và của Liên hoan phim quốc tế. Riêng ông được giải Quay phim xuất sắc tại Liên hoan phim Việt Nam năm 1980, cho bộ phim Cánh đồng hoang. Sau này ông còn cộng tác với đạo diễn Hồng Sến trong bộ phim Hòn Đất. Một số phim do ông bấm máy cũng thành cồng như Chiếc vòng bạc, Nơi bình minh chim hót, Người tìm vàng... Ông là nhà quay phim ít sử dụng chân đế, luôn khuyến khích đồng nghiệp và học trò cầm máy trên tay để quay.
Tính tới lúc nghỉ hưu năm 1991, Đường Tuấn Ba đã quay gần 90 bộ phim, trong đó có 22 phim truyện nhựa, 45 phim truyện video và gần 20 phim tài liệu, cải lương. Năm 1993, ông được phong danh hiệu Nghệ sĩ ưu tú và Huy chương Vì sự nghiệp điện ảnh; năm 2019, ông là nghệ sĩ cao tuổi nhất từng được phong danh hiệu Nghệ sĩ nhân dân.
Sau nghi nghỉ hưu, Đường Tuấn Ba tiếp tục tham gia vào trào lưu phim thị trường/phim video trong thập niên 1990, bộ phim cuối cùng ông tham gia quay phim là Trái đắng (2001) của đạo diễn Lê Văn Duy.
Đường Tuấn Ba qua đời ngày 1 tháng 6 năm 2020 vì tuổi tác tại Thành phố Hồ Chí Minh, hưởng thọ 93 tuổi.

## Đời tư
Trong thời gian làm việc tại Kon Tum, năm 1966, ông gặp bà Nguyễn Thị Minh, một giáo viên cấp hai gốc Long An, và họ cưới nhau một năm sau đó. Ông bà có được 6 người con.

## Tác phẩm

### Trước 1975
| Dưới chính quyền Việt Nam Cộng Hòa | Dưới chính quyền Việt Nam Cộng Hòa                  | Dưới chính quyền Việt Nam Cộng Hòa | Dưới chính quyền Việt Nam Cộng Hòa |
| Năm                                | Tựa đề                                              | Phân loại                          | Đạo diễn                           |
| ---------------------------------- | --------------------------------------------------- | ---------------------------------- | ---------------------------------- |
| 1969                               | Người Việt trên sông nước                           | Phim tài liệu                      |                                    |
|                                    | Địa phương chí các tỉnh Bạc Liêu, Cam Ranh, Phú Bổn | Phim tài liệu                      |                                    |
|                                    | Phong tục đời sống người Chăm ở Phan Rang           | Phim tài liệu                      |                                    |
|                                    | Lễ bỏ mả của người Gia Rai - Phú Bổn                | Phim tài liệu                      |                                    |
|                                    | Tiền là huyết mạch                                  | Phim tài liệu                      |                                    |
|                                    | Điện lực Việt Nam                                   | Phim tài liệu                      |                                    |
|                                    | Phong tục tập quán dân tộc Bahnar                   | Phim tài liệu                      |                                    |
| 1968                               | Chờ sáng                                            | Điện ảnh                           |                                    |
| 1970                               | Đời không trang điểm                                | Điện ảnh                           |                                    |
| 1971                               | Con nước xoáy (Mưa trong bình minh)                 | Điện ảnh                           | Nguyễn Văn Tường                   |
| 1972                               | Biển động                                           | Điện ảnh                           |                                    |
| 1973                               | Con ma nhà họ Hứa                                   | Điện ảnh                           | Lê Hoàng Hoa                       |
| 1973                               | Chiếc bóng bên đường                                | Điện ảnh                           | Nguyễn Văn Thành                   |
| 1974                               | Năm hiệp sỹ bất đắc dĩ                              | Điện ảnh                           |                                    |

### Sau 1975
| Việt Nam | Việt Nam                                               | Việt Nam                 | Việt Nam                         |
| Năm      | Tựa đề                                                 | Thể loại                 | Đạo diễn                         |
| -------- | ------------------------------------------------------ | ------------------------ | -------------------------------- |
| 1978     | Mùa gió chướng                                         | Điện ảnh                 | Hồng Sến                         |
| 1979     | Cánh đồng hoang                                        | Điện ảnh                 | Hồng Sến                         |
| 1980     | Chiếc vòng bạc                                         | Điện ảnh                 | Bùi Sơn Duân (Lam Sơn)           |
| 1981     | Vùng gió xoáy                                          | Điện ảnh                 | Hồng Sến                         |
| 1982     | Hòn Đất                                                | Điện ảnh                 | Hồng Sến                         |
| 1984     | Những tháng ngày êm ả                                  | Điện ảnh                 | Xuân Thành                       |
| 1984     | Chuyện của Tuấn                                        | Điện ảnh                 | Cao Thụy                         |
| 1985     | Bão U Minh                                             | Điện ảnh                 | Lâm Mộc Khôn (Khương Minh Tuyền) |
| 1987     | Phù sa                                                 | Điện ảnh                 | Lâm Mộc Khôn (Khương Minh Tuyền) |
|          | Thông mối đường sắt giữa Quảng Ngãi và hai đầu Nam Bắc | Phim tài liệu / Phóng sự |                                  |
|          | Những bàn tay khéo                                     | Phim tài liệu / Phóng sự |                                  |
|          | Bưu điện Thành phố                                     | Phim tài liệu / Phóng sự |                                  |
|          | Đồ gốm                                                 | Phim tài liệu / Phóng sự |                                  |
|          | Lịch sử Đảng Minh Hải                                  | Phim tài liệu / Phóng sự |                                  |
|          | Tết Căm pu chia                                        | Phim tài liệu / Phóng sự |                                  |
|          | Mỹ nghệ                                                | Phim tài liệu / Phóng sự |                                  |
| 1986     | Nơi bình minh chim hót                                 | Điện ảnh                 | Việt Linh                        |
| 1987     | Giai điệu xanh                                         | Điện ảnh                 | Lê Dân                           |
| 1988     | Hai chị em                                             | Điện ảnh                 | Lê Dân                           |
| 1989     | Người tìm vàng                                         | Điện ảnh                 | Đào Bá Sơn                       |
| 1991     | Sơn thần thủy quái / Sơn Tinh Thủy Tinh                | Phim video               | Xuân Cường                       |
| 1992     | Ngôi nhà oan khốc                                      | Phim video               | Lê Mộng Hoàng                    |
| 1992     | Vết thù năm tháng                                      | Phim video               | Lê Mộng Hoàng                    |
| 1992     | Võ sĩ bất đắc dĩ                                       | Phim video               | Lý Huỳnh - Hồ Ngọc Xum           |
| 1992     | Pháp trường êm ả                                       | Phim video               | Xuân Cường                       |
| 1993     | Nước mắt học trò                                       | Phim video               | Lý Sơn                           |
| 1993     | Lá sầu riêng                                           | Phim video               | Lý Sơn                           |
| 1994     | Nữ sinh quý tộc                                        | Phim video               | Xuân Phước                       |
| 1995     | Tỷ phú không tiền                                      | Phim video               | Xuân Cường                       |
| 1997     | Trường xưa kỉ niệm                                     | Phim video               |                                  |
| 1998     | Dũng Sài Gòn                                           | Phim video               | Xuân Cường                       |
| 1998     | Ánh Đạo vàng                                           | Phim video               | Triệu Hoàng Quân                 |
| 2000     | Tiền tài và nghệ sỹ                                    | Phim video               |                                  |
| 2000     | Giã từ cát bụi                                         | Phim video               | Xuân Cường                       |
| 2000     | Bằng lăng tím                                          | Phim video               | Xuân Cường                       |
| 1990s    | Năm cô gái yêu đời                                     | Phim video               | Xuân Phước                       |
| 1990s    | Kỳ tích núi Bà Đen                                     | Phim video               | Lê Mộng Hoàng                    |
| 1990s    | Biệt đội hắc ám                                        | Phim video               |                                  |
| 1990s    | Cái chết của nhà tỷ phú                                | Phim video               |                                  |
| 1990s    | Thanh gươm để lại                                      | Phim video               |                                  |
| 1990s    | Mùa săn máu                                            | Phim video               | Xuân Cường                       |
| 1990s    | Hào phú đa tình                                        | Phim video               | Xuân Phước                       |
| 1990s    | Khung trời lỡ hẹn                                      | Phim video               |                                  |
| 1990s    | Người bất hạnh                                         | Phim video               |                                  |
| 1990s    | Trường xưa kỷ niệm                                     | Phim video               | Hồ Bình Dương                    |
| 1990s    | Trái tim sỏi đá                                        | Phim video               |                                  |
| 2001     | Nước mắt thơ ngây                                      | Phim video               | Xuân Cường                       |
| 2002     | Trái đắng                                              | Điện ảnh                 | Lê Văn Duy                       |

## Vinh danh
- 1980: Quay phim xuất sắc - Liên hoan Phim Việt Nam lần thứ V cho phim "Cánh đồng hoang".
- 1993: Huy chương Vì sự nghiệp điện ảnh Việt Nam.[8]
- 1993: Danh hiệu Nghệ sĩ Ưu tú.
- 2000: Huân chương Lao động hạng nhì.[8]
- Huân chương Kháng chiến hạng nhì.[5]
- 2019: Danh hiệu Nghệ sĩ Nhân dân.[8]